# 大羅伊
大羅伊（Grand Roy）是格林納達的城镇，位於該島西部海岸，古亞夫到馬里戈特北部的道路上，距離古亞夫以南5.2公里，由聖約翰區負責管轄，海拔高度27米，人口約2,400人。